# Insula Rutland

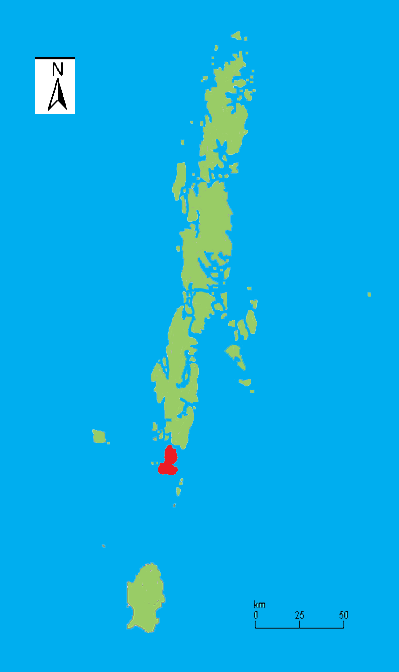
Outline map of the Andaman Islands, with the location of Rutland Island highlighted (in red).

Insula Rutland este o insulă localizată deasupra Strâmtorii Macpherson a Insulei Andaman de Sud. Fiind una din Insulele Andaman ale Indiei, Insula Ruthland reprezintă cea mai sudică insulă a Marelui Arhipelag Andaman. Este separată de Insula Mică Andaman de Pasajul Duncan. Insula are o suprafață de aproximativ 109.3 km², și are o coastă care măsoară 60 km. 
În jurul acesteia sunt ape cu adâncimi mici bogate în vietăți marine. Insula prezintă o bază ideală pentru pregătirea scafandrilor. Vegetația Insulei Ruthland este similară cu cea de pe Insula Santinelei de Nord cu soluri nisipoase uscate. Totuși, în zonele înalte ale insulei există jungle deschise și arbuști.
Pe insulă au fost văzuți turiști celebri precum: Jahaji Beach, Bada Balu, Manner Strait, Photo Nallah and Dani Nallah.

## Demografie
La recensământul indian din 2001, 688 de locuitori au fost înregistrați pe insulă, aceștia vorbind limbile Hindi, Bengali, Tamil, and Uroan. Următoarele așezări au fost raportate ca existând pe insulă:
- R. M. Point (12 oameni [2])
- Bada Khari (506 oameni [3])
- Bamboo Nallah și Kichad Nalla (108 oameni [4])
- Rutland (166 oameni [5])

În 2001 s-au înregistrat: 36 de copii înscriși la școlile primare, 53 de hectare de teren cultivat, 237 de capete de vite, 157 de capre.

## Rutland Water Project
În 2012, Departamentul pentru Lucrări Publice din Andaman, a planificat un sistem pentru aducerea apei din Insula Ruthland către Port Blair, printr-o conductă subacvatică între Strâmtoarea MacPherson, de la R. M. Point către Phongibalu în Insula Andaman de Sud. Conducta va avea lungimea de 1.2 km, iar adâncimea maximă pe la care va trece va fi de 55 m. Conducta se estimează că va costa circa 140 milioane de rupii.